# フラクタル次元

コッホ雪片の最初の繰り返し4回

フラクタル次元（フラクタルじげん、英: fractal dimension、D）とは、フラクタル幾何学において、より細かなスケールへと拡大するにつれあるフラクタルがどれだけ完全に空間を満たしているように見えるかを示す統計的な量である。
フラクタル次元にはさまざまな定義がある。最も重要な理論的フラクタル次元はレニー次元、ハウスドルフ次元、パッキング次元の3つである。実用上ではボックス次元と相関次元の2つが実装が容易なこともあり広く使われている。古典的なフラクタルのいくつかではこれらの次元は全て一致するが、一般にはこれらは等価なものではない。
例えば、コッホ雪片の位相次元は1であるが、これは決して曲線ではない――コッホ雪片上の任意の2点の間の弧長は無限大である。コッホ雪片の小片は線のようではないが、かといって平面やその他の何かの一部のようでもない。1次元の物体であると考えるには大きすぎるが、2次元の物体であると考えるには薄すぎるとも言え、ではその次元はある意味1と2の間の数値として表されるのではないかという考察に導かれる。これがフラクタル次元の概念を想像してみる簡単な方法の1つである。

## 具体的な定義

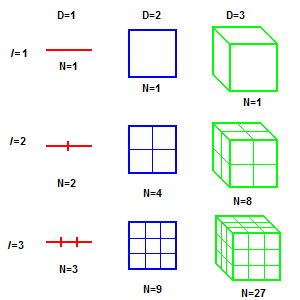
図1　単位図形による次元の定義

フラクタル構造を生成するアプローチは主に2つある。1つは単位となる図形から成長させる方法（図1）、もう1つはシェルピンスキーの三角形のようにもととなる構造を続けて分割してゆく方法（図2）である。ここでは第2のアプローチによってフラクタル次元を定義する。
ユークリッド次元 D に存在する線形サイズ1の図形があり、そのサイズを各空間方向に 1/l に縮めると、もとの図形を埋めるには N = lD 個の自己相似図形が必要となる（図1）。しかしながら、
{\displaystyle D={\frac {\log N(l)}{\log l}}}
（ここで対数の基数は任意）によって定義される次元はまだその位相次元もしくはユークリッド次元と等しい。上記の等式をフラクタル構造に適用することによって、
期待された通り非整数となるフラクタル構造の次元（これは事実上ハウスドルフ次元である）を得ることができる。
{\displaystyle D=\lim _{\epsilon \rightarrow 0}{\frac {\log N(\epsilon )}{\log {\frac {1}{\epsilon }}}}}
ここで N(ε) はもとの構造全体を埋めるのに必要とされる線形サイズεの自己相似構造の数である。
例えば、シェルピンスキーの三角形（図2）は ½ に縮めると3つの自己相似構造が必要になるので、そのフラクタル次元はこのように求められる：
{\displaystyle D=\lim _{\epsilon \rightarrow 0}{\frac {\log N(\epsilon )}{\log \left({\frac {1}{\epsilon }}\right)}}=\lim _{k\rightarrow \infty }{\frac {\log 3^{k}}{\log 2^{k}}}={\frac {\log 3}{\log 2}}\approx 1.585}
同様に、コッホ雪片のフラクタル次元は
{\displaystyle D=\lim _{\epsilon \rightarrow 0}{\frac {\log N(\epsilon )}{\log \left({\frac {1}{\epsilon }}\right)}}=\lim _{k\rightarrow \infty }{\frac {\log 4^{k}}{\log 3^{k}}}={\frac {\log 4}{\log 3}}\approx 1.262}

図2　もとの構造を再帰的に分割することで得られるシェルピンスキーの三角形

となり、シェルピンスキーの三角形はコッホ雪片と比べ密であると言える。
これと密接に関連するのがボックス次元であり、これは空間がサイズεの箱によるグリッドに分割されるとき、いくつのこのサイズの箱がアトラクターの一部を含むかを考えるものである。これもまた：
{\displaystyle D_{0}=\lim _{\epsilon \rightarrow 0}{\frac {\log N(\epsilon )}{\log {\frac {1}{\epsilon }}}}}
その他の次元量としては情報次元があり、これは箱のサイズが小さくなってゆくときに、ある占められた箱を特定するために必要とされる平均情報量がどれだけ変化するかを考えるものである：
{\displaystyle D_{1}=\lim _{\epsilon \rightarrow 0}{\frac {-\langle \log p_{\epsilon }\rangle }{\log {\frac {1}{\epsilon }}}}}
また、相関次元は恐らく最も計算が簡単なものであり、
{\displaystyle D_{2}=\lim _{\epsilon \rightarrow 0,M\rightarrow \infty }{\frac {\log(g_{\epsilon }/M^{2})}{\log \epsilon }}}
ここでMはフラクタルもしくはアトラクターを表すのに用いられる点の数、gεは互いに距離εよりも近い点のペアの数である。

## レニー次元
ボックス次元、情報次元、相関次元の3者は、次式で定義されるオーダーαの一般化された次元すなわちレニー次元（Rényi dimension）の連続したスペクトルの特別な場合と見なせる：
{\displaystyle D_{\alpha }=\lim _{\epsilon \rightarrow 0}{\frac {{\frac {1}{1-\alpha }}\log(\sum _{i}p_{i}^{\alpha })}{\log {\frac {1}{\epsilon }}}}}
ここで極限の分子はオーダーαのレニー・エントロピーである。α= 0 の時のレニー次元はアトラクターの支持体の全ての部分を均等に扱う。αの値が大きくなると、最も頻繁に見られるアトラクターの部分により重い計算上のウェイトが与えられる。
レニー次元が全て等しくはならないアトラクターは多重フラクタルである、もしくは多重フラクタル構造を示すと呼ばれる。これはアトラクターの異なった部分で異なったスケールの挙動が見られるサインである。

## 現実世界のデータのフラクタル次元の概算
上述のようなフラクタル次元の尺度は、形式的に定義されたフラクタルから得られたものである。しかしながら、生命体や現実世界の現象もまたフラクタルの特性を示すのであるから、一連の標本データのフラクタル次元を記述することは有用であることも多い。この場合のフラクタル次元は正確に求めることはできないが、概算は可能なはずである。例えば、自然界の海岸線は砂粒などの大きさという限界があるので厳密にはフラクタルではないが、リアス式海岸のような複雑な海岸線はフラクタル的な特性を示し、そのフラクタル次元は複雑さに応じて概ね 1 < D < 1.3 となる。

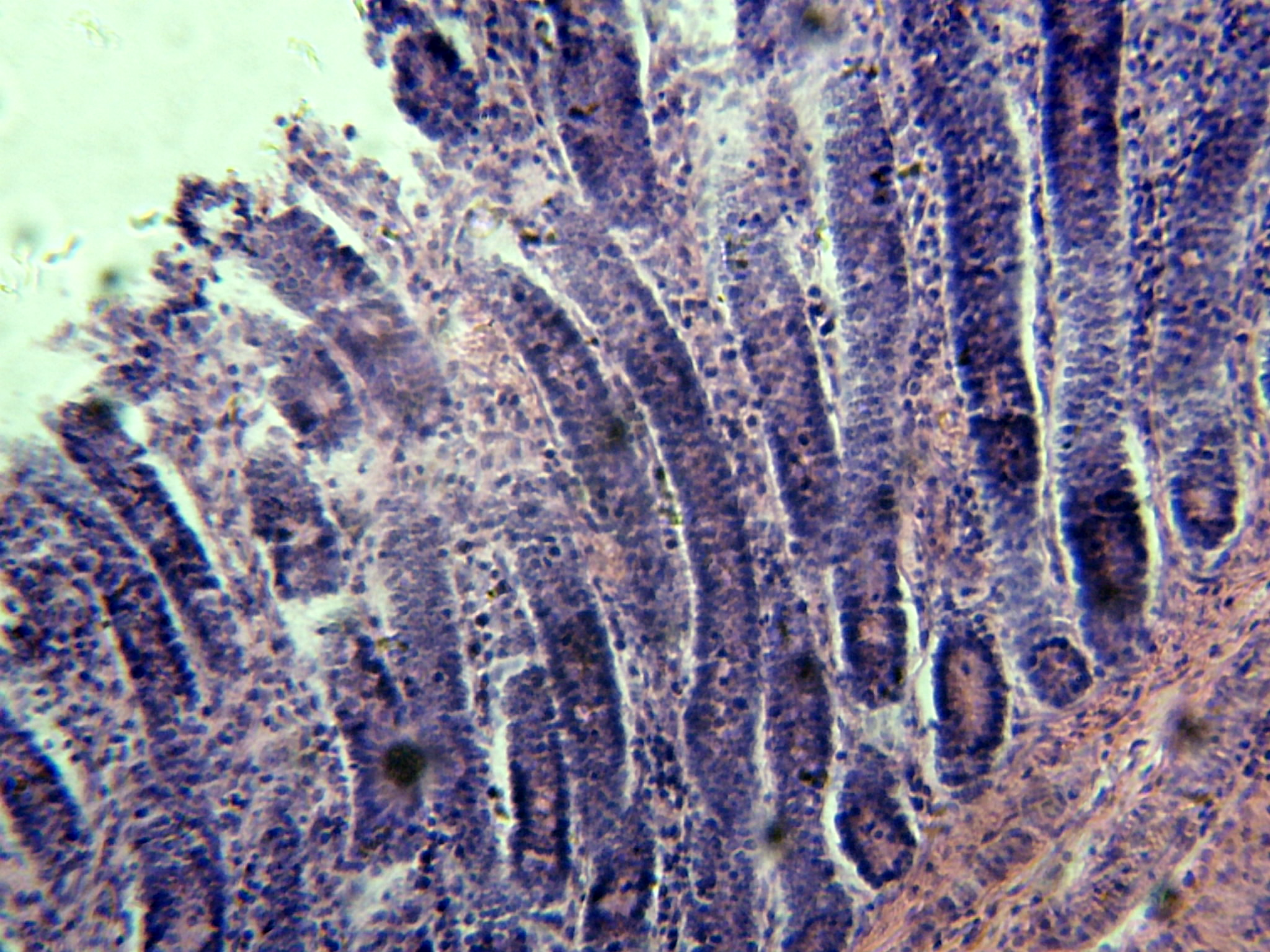
腸壁の顕微鏡写真

フラクタル次元の概算は、物理学、画像解析、音響学、リーマンゼータ関数の零点、（電子）化学プロセス、医学など、さまざまな領域で用いられている。応用の一例として、人間の大腸粘膜表皮はフラクタル的な構造を示し、これは表面積を最大化するためと考えられるが、病変するとそのフラクタル次元に変化が現れる。良性腫瘍では1.38、癌では1.50前後となり有意差があるとする研究があり、サンプルのフラクタル次元概算による客観的な診断が目指されている。
実際の次元の概算は数字的もしくは実験上のノイズに非常に敏感であり、また特にデータの量の制限に影響されやすい。極めて多くのデータ点の数が得られるのでない限り避けようのない限界が存在するので、
フラクタル次元の概算に基づく主張、特に低次元での動的挙動の主張には注意が必要である。